# Krasnyj Krym
Krasnyj Krym byl lehký křižník třídy Světlana, jež byla původně stavěna pro Ruské carské námořnictvo, ale nakonec byly tři její jednotky, po mnohaletém zpoždění, dokončeny pro Sovětské námořnictvo. 
Křižník se nejprve jmenoval Světlana a měl být první lodí své třídy. Jeho stavba začala v Revalu v roce 1914 a v roce 1915 byl spuštěn na vodu. Stavbu však následně přerušila únorová revoluce v Rusku. Trup musel být odtažen do Petrohradu a dokončen byl až v roce 1927, v rámci prvního pětiletého plánu na obnovu flotily. Dostavba lodi proběhla podle upraveného projektu v podobě lehkého křižníku. Jméno Světlana bylo změněno na Profintern a později na Krasnyj Krym.
Hlavní výzbroj lodi tvořilo 15 kusů 130mm kanónů, z nichž šest bylo umístěno v kasematách a devět v jednohlavňových věžích. Původní lehkou výzbroj později nahradilo šest 100mm kanónů, 10 kusů 37mm kanónů, sedm 12,7mm kulometů a šest 533mm torpédometů. Loď byla vybavena pro nesení 100 námořních min a dvou hydroplánů.
Krasnyj Krym byl nasazen ve druhé světové válce, přičemž operoval v rámci Černomořského loďstva. Válku přečkal a nějakou dobu také sloužil jako cvičná loď. Na konci 50. let byla loď pravděpodobně sešrotována (existují i verze hovořící o jejím potopení při zkouškách protilodních střel).